# Leucauge mariana
Leucauge mariana är en spindelart som först beskrevs av Władysław Taczanowski 1881.  Leucauge mariana ingår i släktet Leucauge och familjen käkspindlar. Inga underarter finns listade i Catalogue of Life.